# Kneippbröd

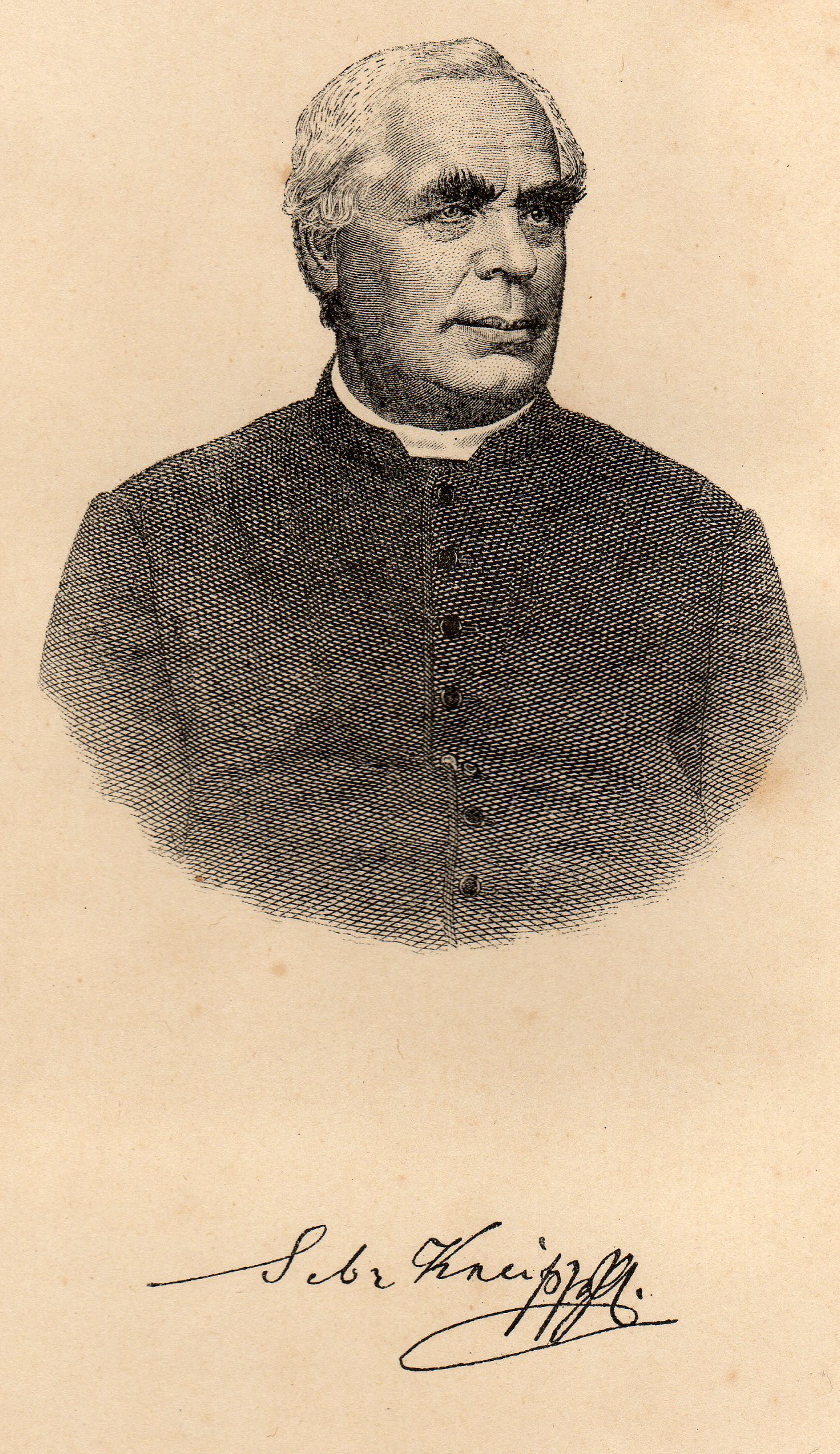
Sebastian Kneipp

Kneippbröd är ett matbröd i Norge, som är baserat på sammalt vetemjöl. 
Kneippbröd har sitt namn efter den tyske prästen och hälsoprofeten Sebastian Kneipp, som framför allt är känd för att ha utvecklat en vattenkur, kneippkuren. Sebastian Kneipp gjorde också ett recept på ett bröd avsett för människor med matsmältningsproblem och som var ett mörkt bröd. Det kom till Norge med förlagsbokhållaren Søren Mittet, som tog med sig receptet hem efter en kurvistelse på Bad Wörishofen i Bayern. Oslobageriet Baker Hansen AS fick i december 1894 skriftligt godkännande av Sebastian Kneipp att baka och sälja brödet, varefter namnet snabbt kom i användning också av andra norska bagerier. Kneippbröd var också en av de centrala delarna av Oslofrokosten, det som la grunden till den norska "matpakkekulturen", och som serverades till alla skolbarn i Oslo-området från 1935. Sebastian Kneipps originalrecept innehåller mer grovt mjöl än vad som används i dagens kneippbröd. 
I Norge idag konsumeras mer matbröd per person än i något annat land i Europa, och kneippbröd är det populäraraste matbrödet. Det säljs mer än 60 miljoner färska kneippbröd per år i Norge.